# Morennaya Hill
Morennaya Hill är en kulle i Antarktis. Den ligger i Östantarktis. Australien gör anspråk på området. Toppen på Morennaya Hill är 40 meter över havet.
Terrängen runt Morennaya Hill är kuperad åt sydost, men norrut är den platt. Havet är nära Morennaya Hill åt nordväst. Trakten är glest befolkad. Närmaste befolkade plats är Mirny Station, 0,92 kilometer norr om Morennaya Hill. 